# Nymphadora Tonks
Nymphadora Tonks je imaginaran lik iz serije romana spisateljice J. K. Rowling Harry Potter. Prvi se puta pojavljuje u petom nastavku Harry Potter i Red feniksa. Vjerni je član Reda feniksa. Ima urođenu vrlo rijetku sposobnost samovoljnog mijenjanja fizičkog izgleda. Iako je očito da ima veliku magičnu moć, vrlo je nespretna osoba. Bez obzira na nespretnost, radi kao auror u Ministarstvu magije. Kći je čistokrvne Andromede Tonks i bezjaka Teda Tonksa. 

## Harry Potter i Red Feniksa
Nymphadora Tonks je vrlo vrijedan i odan član Reda feniksa. Njeno prvo spominjanje, u knjizi Harry Potter i Red feniksa, govori mnogo o njoj, od njezine magične moći, preko nespretnosti do smisla za humor. Također, spominje se kako ona prezire svoje ime, Nymphadora, pa preferira biti oslovljena prezimenom. Tako se u daljnjoj radnji uvijek spominje kao Tonks. Opisana je i kao vesela djevojka dvadesetih godina. Svoju sposobnost metamorfomagije ne koristi samo za prerušavanje, već ponekada njome zabavlja prijatelje. U ovoj knjizi, kosa joj je kričavo ružičasta.
Na kraju knjige, Tonks se bori rame uz rame s pripadnicima Reda, u okršaju sa smrtonošama u odjelu tajni. Iako ne biva ozljeđena, vidjela je smrt svoga rođaka Siriusa Blacka. Taj događaj imat će veliki utjecaj na nju.

## Harry Potter i Princ miješane krvi
Lik Nymphadore Tonks ovdje prolazi kroz drastične promjene. Nakon što Harry biva paraliziran od strane Draca Malfoya u putničkom odjeljku Hogwarts Expressa i prekriven plaštem nevidljivosti što ga je dovelo u kritičan i neugodan položaj, upravo ga Tonks (u filmu Luna Lovegood) oslobađa i otpraća do ulaza u Hogwarts. Ali to nije bila ista Tonks kakvu je Harry poznavao. Sada je Tonks izgledala umorno, a vječito kričavo-ružičasta kosa sada je bila smeđa. Osim što je izgledala drugačije, Tonks se nije ni ponašala kao prije. Bila je šutljiva, malodušna, namrštena i nezainteresirana. Harry je znao da je uzrok takvoj promjeni bila Siriusova smrt. Ono što je bilo još čudnije, njen Patronus je promijenio oblik, sada poprimajući oblik nečega opisanog kao čupavo stvorenje. Kasnje se saznaje da do promjene oblika Patronusa dolazi nakon pretrpljenoga stravičnoga događaja ili velikoga emotivnog šoka. Pretpostavlja se da je Tonks izgubila i dio svoje moći metamorfomagije.
Iako je Harry pretpostavljao da je Tonks bila potajno zaljubljena u Siriusa, na samom kraju knjige se saznaje da je Tonks dugo vrijeme bila u tajnoj ljubavnoj vezi s Remusom Lupinom, još jednim članom Reda Feniksa koji je inače bio vukodlak.

## Harry Potter i Darovi Smrti
Tonks se već na samom početku knjige udaje za Remusa Lupina. Njeno stanje se poboljšova, te je ponovo življa i veselija, a problemi s metamorfomagijom nestaju. Aktivno se uključuje u akcije Reda Fenikasa sve dok ne zatrudni, nakon čega će do poroda ostati kod svoje majke Andromede. Tonks je rodila dok su  Harry Potter, Ron Weasley i Hermiona Granger bili u Školjci, a tu im je vijest donio Lupin, kao i molbu Harryju da mu bude kum. Sina su nazvali Ted, po Nymphadorinu ocu. Ted nije nasljedio osobine vukodlaka od oca, ali je naslijedio moć metamorfomagije od majke. U Bitci za Hogwarts, na samom kraju knjige, Lupin i Tonks bivaju ubijeni od smrtonoša.

## Školovanje
Tonks je bila učenica Hogwartsa, na istoj godini kao i Charlie Weasley. Pretpostavlja se da je bila odlična učenica, jer samo kao takva može nastaviti obuku za aurora.Razredbeni klobuk ju je svrstao u Hufflepuffe.
Obuka za aurora nije lagana, ali je Tonks imala neke predispozicije koje su joj puno pomogli. Zbog umjeća korištenja metamorfomagije, lako je svladala i s odličnim položila ispit Skrivanje i prerušavanje.
S druge strane, umalo je pala Tajnost i Traganje zbog svoje neurednosti i nespretnosti. Ne zna se koliko je brzo napredovala kao auror, ali je bila na nižem položaju od Kingsleya Shackelbolta, također aurora i člana Reda feniksa.

## Vanjske poveznice
Harry Potter Lexicon: Nymphadora Tonks